# 川上公主
川上公主（英語：Kawakami Princess），是日本純種競賽馬匹。2003年出生於三石川上牧場後直屬牧場所有。其生涯總戰績為17戰5勝，名次分佈為5-2-2-8，而五場勝場集中在生涯頭五場比賽。當中包括一級賽優駿牝馬（日本橡樹大賽）及秋華賞，成爲自1957年Miss Onward以來日本賽馬史上第四匹無敗橡樹馬及自2002年美妙姿勢以來日本賽馬史上第二匹無敗秋華賞馬，更爲是日本賽馬史上首匹無敗橡樹兼秋華賞冠軍。亦因爲達成此成就，其於同年獲得JRA賞最佳3歲雌馬及最佳父內國產馬榮譽。2009年11月退役後，返回三石川上牧場成為繁殖雌馬，截至2021年共產下10頭馬匹。

## 出賽前
2003年6月5日出生於北海道三石町（今新日高町）三石川上牧場，所有權直接歸於牧場旗下。
其後交由栗東訓練中心練馬師西浦勝一訓練。

## 競賽生涯

### 3歲
2006年2月26日出戰阪神競馬場3歲新馬戰，由於馬迷的關注點均於Luminous Point及Shadow Stream至上，其僅以33.0倍獨贏賠率取得第九人氣。比賽開始後，由於其順利出閘，騎師本田優決定順從其意願搶佔位置領放，進入直路後經已拉開後方進入獨走狀態，最終以1 1/4馬位優勢爆冷取得首勝。
3月26日出戰條件戰君子蘭賞，比賽初段放棄使用新馬戰時候的領放戰術，選擇於後方位置等待時機。進入直路後，其隨即由大外檔位置加速，跑出全場最快末腳之下穿過所有對手，最終以1 1/2馬位優勢奪得勝利。
其後陣營原定安排其出戰雌馬三冠首關櫻花賞，但於獎金不足被排出於出賽名單外後將目標改爲優駿牝馬，並於4月30日出戰前哨戰香豌豆錦標。其於比賽途中採用居中戰術保持於約莫第七的位置，進入直路後再度由大外檔加速衝刺，最終以1/2馬位優勢奪得三連勝。
5月21日按照計劃出戰優駿牝馬，賽前落後櫻花賞冠軍天之吻及亞軍愛慕之吻獲得第三人氣。比賽開始後，前方由Yamanin Fabuleux展開快放並將隊列拉長，面對此局面川上公主選擇於中團位置推進，而天之吻及愛慕之吻則於後方位置追走。進入直路後，位於先頭部隊的馬匹因快步速而悉數失速，因而處於中團位置的火神由中檔位置衝出並取得領先。然而此時川上公主突然爆發其優秀的末腳，於外檔位置不斷加速，成功於最後400米超越對手，後續繼續保持速度下防止對手反超，最終以3/4馬位優勢率先衝線奪得首個一級賽冠軍。是次勝利，令其以無敗的姿態贏得優駿牝馬之頭銜，成爲繼Miss Onward後49年以來的首匹無敗橡樹馬。
放草過後於10月15日出戰秋華賞，雖然其目前四戰無敗，但人氣上仍然落後於贏得前哨戰玫瑰錦標之愛慕之吻。比賽開始後，因Toshi the Sansan和戀曲積極爭搶位置進行領放，導致比賽陷入快步速的局面，而騎師本田爲對應對先頭馬不利的快步速，選擇控制川上公主衝前的慾望，令其保持於中團位置等待時機。進入最後直路時候，雖然率先衝出的Asahi Rising仍然保持巨大的領先優勢，但川上公主於外檔位置準備發力，終於在最後200米時成功爆發末腳衝刺，一舉超越對手下成功以1/2馬位優勢贏得冠軍，成爲日本史上首匹以無敗姿態奪得優駿牝馬及秋華賞二冠的賽駒。

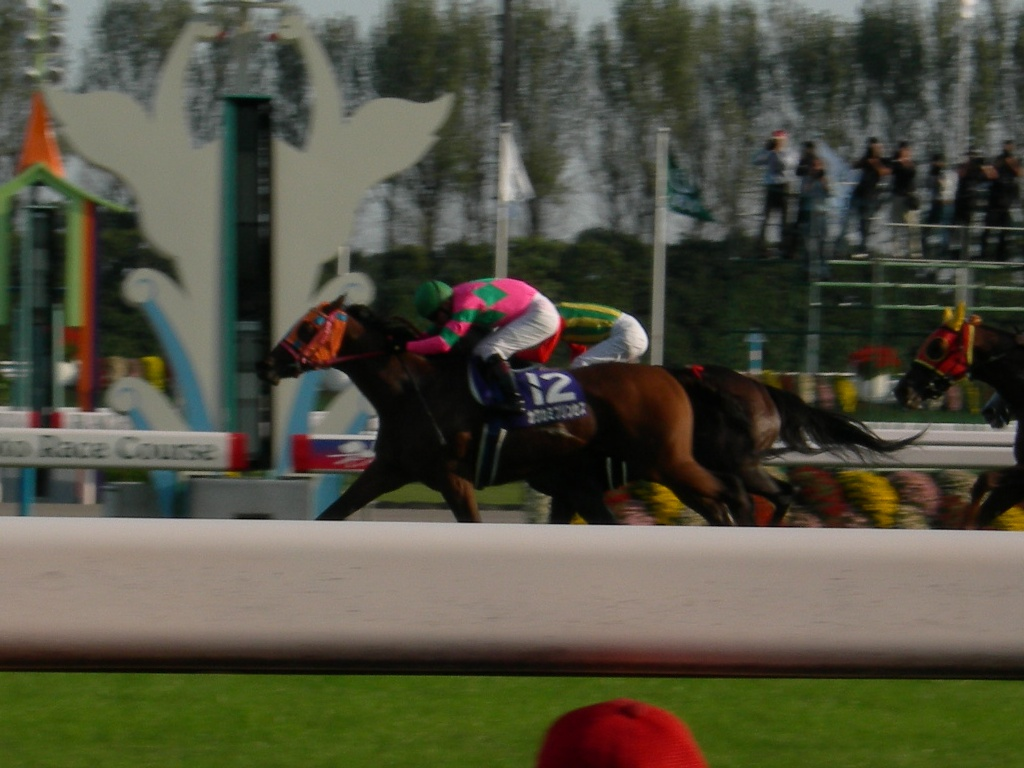
出戰秋華賞的川上公主

11月12日出戰女皇伊利沙伯二世盃，將首次和年長馬匹決戰。比賽開始後，由於其處於較外檔的第16檔，因而選擇於中團靠後位置展開追走並於第三彎道開始發力縮窄和前方的距離。進入直路後，其隨即響應騎師本田的指揮加速，並於直路抽入內欄期望由馬群中央突破。憑藉此動作，其於直路中段成功衝出並進入獨走狀態，最終以1 1/2馬位優勢以第一名衝線。然而所有馬匹悉數衝線後賽果並未公佈，反而是場內的審議燈隨即亮起，其後經過長達15分鐘的審議，賽會認爲川上公主於直路的內閃對Yamanin Sucre構成妨礙，最終判處其降至第十二的懲罰。

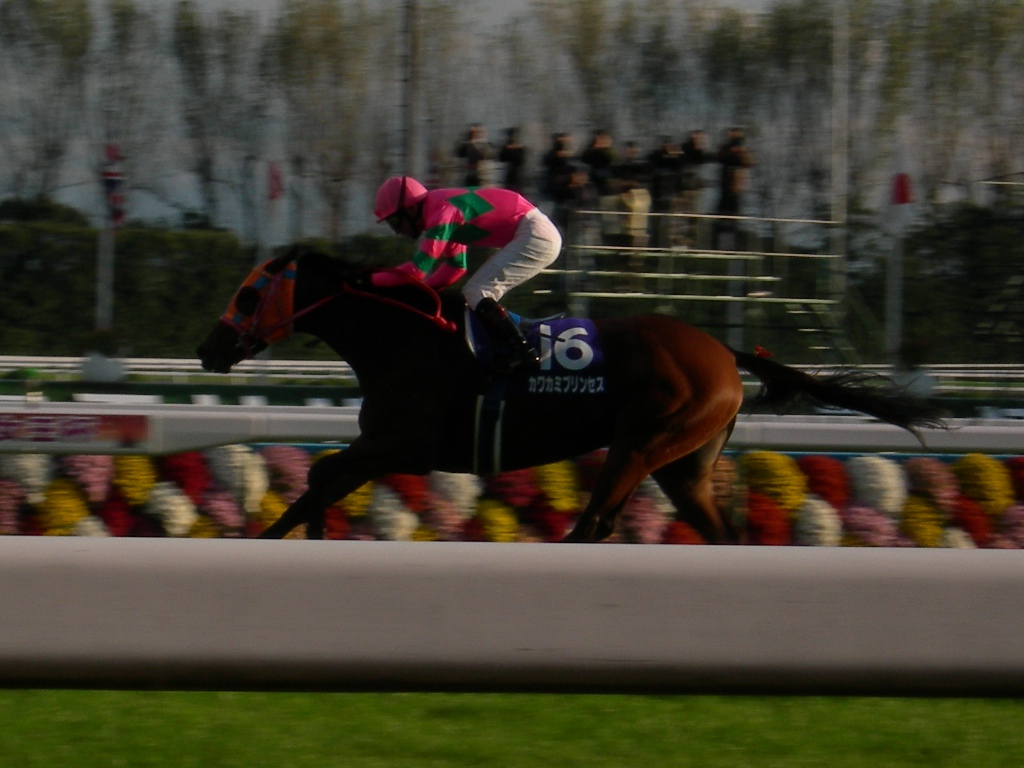
出戰女皇伊利沙伯二世盃的川上公主

年末，由於其以無敗的姿態制霸優駿牝馬及秋華賞，於評選中以近乎全票的281票當選最佳3歲雌馬，亦以177票當選最佳父內國產馬。

### 4歲
進入2007年，由於原本之主戰騎師本田決定退役從練，因而於陣營協商之下確認任命武幸四郎爲新一任主戰騎師。
5月13日其出戰維多利亞一哩賽作爲年度首戰，比賽初段選擇於中團靠後位置追走，然而於直路上一直未能順利加速，最終以第十大敗。
其後出戰寶塚紀念，雖然於其中發揮積極的表現，但最終仍然僅跑獲第六。
完成寶塚紀念後進入調整，以9月的札幌紀念爲目標，但於7月25日的訓練途中被發現右腳第一趾節籽骨骨折，醫療團隊判定其需要1年時間才康復之下進入長期休養。

### 5歲
進入2008年，由於其康復進度良好，於4月2日被安排返回馬房調整，並於5月31日出戰金鯱賞，並於其中僅落後榮進代表及Manhattan Sky獲得第三。
其後原定出戰寶塚紀念，但被發現右後腳有疼痛跡象下選擇避戰，並隨即進入休養。
10月19日復出出戰府中牝馬錦標，因主戰騎師武幸四郎需要於京都競馬場策騎Little Amapola出戰秋華賞，因而由橫山典弘代打策騎兼爲第二任主戰騎師。比賽途中其一直保持於第二的位置追走，並於直路一度取得領先，然而鯕鰍被由外檔加速的Blumenblatt超越，最終以1/2馬位差距落敗得第二。
11月16日出戰女皇伊利沙伯女皇盃，比賽初段其選擇於先頭位置推進，並於比賽途中一直保持穩定的節奏。進入直路後，其隨即加速進行衝刺，然而一直未能收窄和率先衝出的Little Amapola之距離，最終以1 1/2馬位差距落敗。
其後出戰有馬紀念，處於第1檔最內檔之下積極搶佔位置於先頭位置推進，但於直路上因體力不支失速，以第七落敗。

### 6歲
2009年其仍然現役，但表現大不如前之下僅有產經大阪盃一戰跑入三甲。
11月15日出戰女皇伊利沙伯二世盃獲得第九後，陣營宣佈安排其退役。

### 詳細賽績
| 日期       | 舉辦國家 | 馬場 | 距離   | 級別 | 賽事名稱           | 負重 | 騎師     | 馬號 | 出馬 | 名次 | 時間   | 頭馬（二馬）         |
| ---------- | -------- | ---- | ------ | ---- | ------------------ | ---- | -------- | ---- | ---- | ---- | ------ | -------------------- |
| 26/2/2006  | 日本     | 阪神 | 草1400 |      | 3歲新馬            | 54   | 本田優   | 5    | 15   | 1    | 1:25.4 | （Meisho Topper）    |
| 26/3/2006  | 日本     | 阪神 | 草1400 |      | 君子蘭賞           | 54   | 本田優   | 17   | 18   | 1    | 1:23.0 | （South Thida）      |
| 30/4/2006  | 日本     | 東京 | 草1800 | OP   | 甜豌豆錦標         | 54   | 本田優   | 8    | 18   | 1    | 1:48.4 | （Yamanin Fabuleux） |
| 21/5/2006  | 日本     | 東京 | 草2400 | GI   | 優駿牝馬           | 55   | 本田優   | 9    | 18   | 1    | 2:26.2 | （火神）             |
| 15/10/2006 | 日本     | 京都 | 草2000 | GI   | 秋華賞             | 55   | 本田優   | 12   | 18   | 1    | 1:58.2 | （Asahi Rising）     |
| 12/11/2006 | 日本     | 京都 | 草2200 | GI   | 女皇伊利沙伯二世盃 | 54   | 本田優   | 16   | 15   | 12   | 2:11.4 | 火神                 |
| 13/5/2007  | 日本     | 東京 | 草1600 | JpnI | 維多利亞一哩賽     | 55   | 武幸四郎 | 6    | 18   | 10   | 1:33.4 | 戀曲                 |
| 24/6/2007  | 日本     | 阪神 | 草2200 | GI   | 寶塚紀念           | 56   | 武幸四郎 | 7    | 18   | 6    | 2:13.2 | 賞月                 |
| 31/5/2008  | 日本     | 中京 | 草2000 | GII  | 金鯱賞             | 55   | 武幸四郎 | 4    | 17   | 3    | 1:59.3 | 榮進代表             |
| 19/10/2008 | 日本     | 東京 | 草1800 | GIII | 府中牝馬錦標       | 55   | 横山典弘 | 7    | 18   | 2    | 1:45.6 | Blumenblatt          |
| 16/11/2008 | 日本     | 京都 | 草2200 | GI   | 女皇伊利沙伯二世盃 | 56   | 横山典弘 | 15   | 18   | 2    | 2:12.3 | Little Amapola       |
| 28/12/2008 | 日本     | 中山 | 草2500 | GI   | 有馬紀念           | 55   | 横山典弘 | 1    | 14   | 7    | 2:32.5 | 大和赤驥             |
| 21/2/2009  | 日本     | 京都 | 草2200 | GII  | 京都紀念           | 55   | 横山典弘 | 7    | 12   | 4    | 2:14.9 | 淺草皇帝             |
| 5/4/2009   | 日本     | 阪神 | 草2000 | GII  | 產經大阪盃         | 55   | 横山典弘 | 2    | 12   | 3    | 2:00.0 | 夢之旅               |
| 17/5/2009  | 日本     | 東京 | 草1600 | GI   | 維多利亞一哩賽     | 55   | 横山典弘 | 14   | 18   | 8    | 1:33.9 | 伏特加               |
| 18/10/2009 | 日本     | 東京 | 草1800 | GIII | 府中牝馬錦標       | 56   | 横山典弘 | 18   | 18   | 6    | 1:45.5 | Mood Indigo          |
| 15/11/2009 | 日本     | 京都 | 草2200 | GI   | 女皇伊利沙伯二世盃 | 56   | 横山典弘 | 8    | 18   | 9    | 2:15.2 | 美酒皇后             |

## 退役後
退役後，川上公主成爲了繁殖雌馬，在北海道新日高町三石川上牧場休養，在2010年進行配種但不受胎。首匹子嗣Minnano Princess在2012年出生，可於2014出賽。
2021年於第十匹子嗣出生後由繁殖雌馬退役﹐繼續於同一地方進行養老生活。
2023年9月11日﹐在三石川上牧場因無法站立而死亡﹐享年20歲。

### 詳細繁殖資料
| 數目   | 馬名              | 出生年 | 性別 | 父系         | 練馬師 | 馬主                                 | 戰績                        |
| ------ | ----------------- | ------ | ---- | ------------ | --- | ------------------------------------ | --------------------------- |
|        | （受胎失敗）      |        |      | 天空深處     | 美浦・小島茂之 |                                      |                             |
| 第一匹 | Minnano Princess  | 2012   | 雌   | 聽命         | 栗東・西浦勝一 | Turf Sport Co Ltd                    | 15戰2冠0亞1季（退役・繁殖） |
| 第二匹 | Muguet Princess   | 2013   | 雌   | 帝國先驅     | 栗東・西浦勝一 →姬路・玉垣光章 | 雅苑興業                             | 15戰1冠2亞0季（退役・繁殖） |
| 第三匹 | Haruno Hidamari   | 2014   | 雌   | 帝國先驅     | 栗東・西浦勝一 | 三石川上牧場                         | 5戰0冠0亞0季（退役・繁殖）  |
| 第四匹 | Kazu Appiani      | 2015   | 雄   | 喜力勇士     | 栗東・西浦勝一 →門別・安田武廣 →園田・田中一巧 →栗東・杉山晴紀 →高知・田中伸一 →名古屋・迫田清美 →名古屋・栗田和昌 →盛岡・平澤芳三 | 雅苑興業 →蟹江知彥 →杉本剛彥 →高橋貢 | 75戰8冠6亞3季（退役）       |
| 第五匹 | Queen Hearts      | 2016   | 雌   | 夏威夷王     | 栗東・西浦勝一 | Turf Sport Co Ltd                    | 3戰0冠0亞0季（退役・繁殖）  |
| 第六匹 | Grand Prix Alezan | 2017   | 雄   | Henny Hughes | 栗東・西浦勝一 →門別・田中淳司 | 三石川上牧場 →上山浩司               | 9戰1冠2亞0季                |
| 第七匹 | George Barows     | 2018   | 雄   | 大和主將     | 栗東・清水久詞 →船橋・林正人 →水澤・及川良春                                                                                       | 猪熊廣次 →吉田啟                     | 24戰2冠1亞1季（退役）       |
| 第八匹 | Tigre             | 2019   | 雄   | 大鳴大放     | 栗東・中竹和也 →姬路・松浦聰志 | 加藤誠                               | 35戰1冠3亞3季（退役）       |
| 第九匹 | Kawakami Elegance | 2020   | 雌   | 宣戰         | 栗東・本田優 →名古屋・川西毅 | 三石川上牧場 →上山浩司               | 20戰1冠3亞2季（退役）       |
| 第十匹 | Love and Lucky    | 2021   | 雌   | 閃亮加州     | 栗東・本田優 →門別・千葉津代士 →金澤・中川雅之                                                                                     | 三石川上牧場 →上山浩司               | 12戰4冠0亞7季（現役）       |

## 血統簡介
父系帝皇光輝爲日本賽駒，生涯戰績優秀，曾勝出高松宮紀念，被譽爲98黃金世代之一。祖父勇舞爲美國生產的英國賽駒，生涯僅得一敗，曾於1986年奪得凱旋門大賽冠軍，被譽爲1980年代歐洲最強賽駒。
母系Takano Secretary爲美國生產的日本賽駒，生涯出戰四場賽事全敗。外祖父西雅圖迴旋爲美國賽駒，生涯戰績極佳，爲美國三冠馬，退役後之配種成績亦非常出色，爲世界著名種馬之一。

### 血統表
| 父線：利法爾系（北地舞人系）                                        |                                 |                 |                 |
| 種馬 帝皇光輝 1995年（棗色）                                        | 勇舞 1983年（棗色）             | 利法爾          | 北地舞人        |
| 種馬 帝皇光輝 1995年（棗色）                                        | 勇舞 1983年（棗色）             | 利法爾          | Goofed          |
| 種馬 帝皇光輝 1995年（棗色）                                        | 勇舞 1983年（棗色）             | Navajo Princess | Drone           |
| 種馬 帝皇光輝 1995年（棗色）                                        | 勇舞 1983年（棗色）             | Navajo Princess | Olmec           |
| 種馬 帝皇光輝 1995年（棗色）                                        | Goodbye Halo 1985年（栗色）     | Halo            | Hail to Reason  |
| 種馬 帝皇光輝 1995年（棗色）                                        | Goodbye Halo 1985年（栗色）     | Halo            | Cosmah          |
| 種馬 帝皇光輝 1995年（棗色）                                        | Goodbye Halo 1985年（栗色）     | Pound Foolish   | Sir Ivor        |
| 種馬 帝皇光輝 1995年（棗色）                                        | Goodbye Halo 1985年（栗色）     | Pound Foolish   | Squander        |
| 繁殖雌馬 Takano Secretary 1996年（棗色）                            | 西雅圖迴旋 1974年（深棗色）     | Bold Reasoning  | Boldnesian      |
| 繁殖雌馬 Takano Secretary 1996年（棗色）                            | 西雅圖迴旋 1974年（深棗色）     | Bold Reasoning  | Reason to Earn  |
| 繁殖雌馬 Takano Secretary 1996年（棗色）                            | 西雅圖迴旋 1974年（深棗色）     | My Charmer      | Poker           |
| 繁殖雌馬 Takano Secretary 1996年（棗色）                            | 西雅圖迴旋 1974年（深棗色）     | My Charmer      | Fair Charmer    |
| 繁殖雌馬 Takano Secretary 1996年（棗色）                            | Summer Secretary 1985年（栗色） | 秘書處          | 勇者帝王        |
| 繁殖雌馬 Takano Secretary 1996年（棗色）                            | Summer Secretary 1985年（栗色） | 秘書處          | Somethingroyal  |
| 繁殖雌馬 Takano Secretary 1996年（棗色）                            | Summer Secretary 1985年（栗色） | Golden Summer   | Key to the Mint |
| 繁殖雌馬 Takano Secretary 1996年（棗色）                            | Summer Secretary 1985年（栗色） | Golden Summer   | Summer Guest    |
| 雌系：號族：4-m                                                     |                                 |                 |                 |
| 五代內近親交配：Hail to Reason=4×5、Bold Ruler=5×4、Sir Gaylord=5×5 |                                 |                 |                 |

## 命名由來
名字中，Kawakami（カワカミ）是馬主三石川上牧場之冠名，出自其牧場名字，Princess（プリンセス）即是公主，既是牧場對其的寄望，亦有聯想自父系帝皇光輝名字之意。

## 外部連結
- 川上公主 netkeiba.com
- 川上公主 sportsnavi.com
- 川上公主 jbis.or.jb
- 血統表